# Virgilio Nucci
Virgilio Nucci (Gubbio, 1545 – 1621) è stato un pittore italiano del periodo manierista.

## Biografia

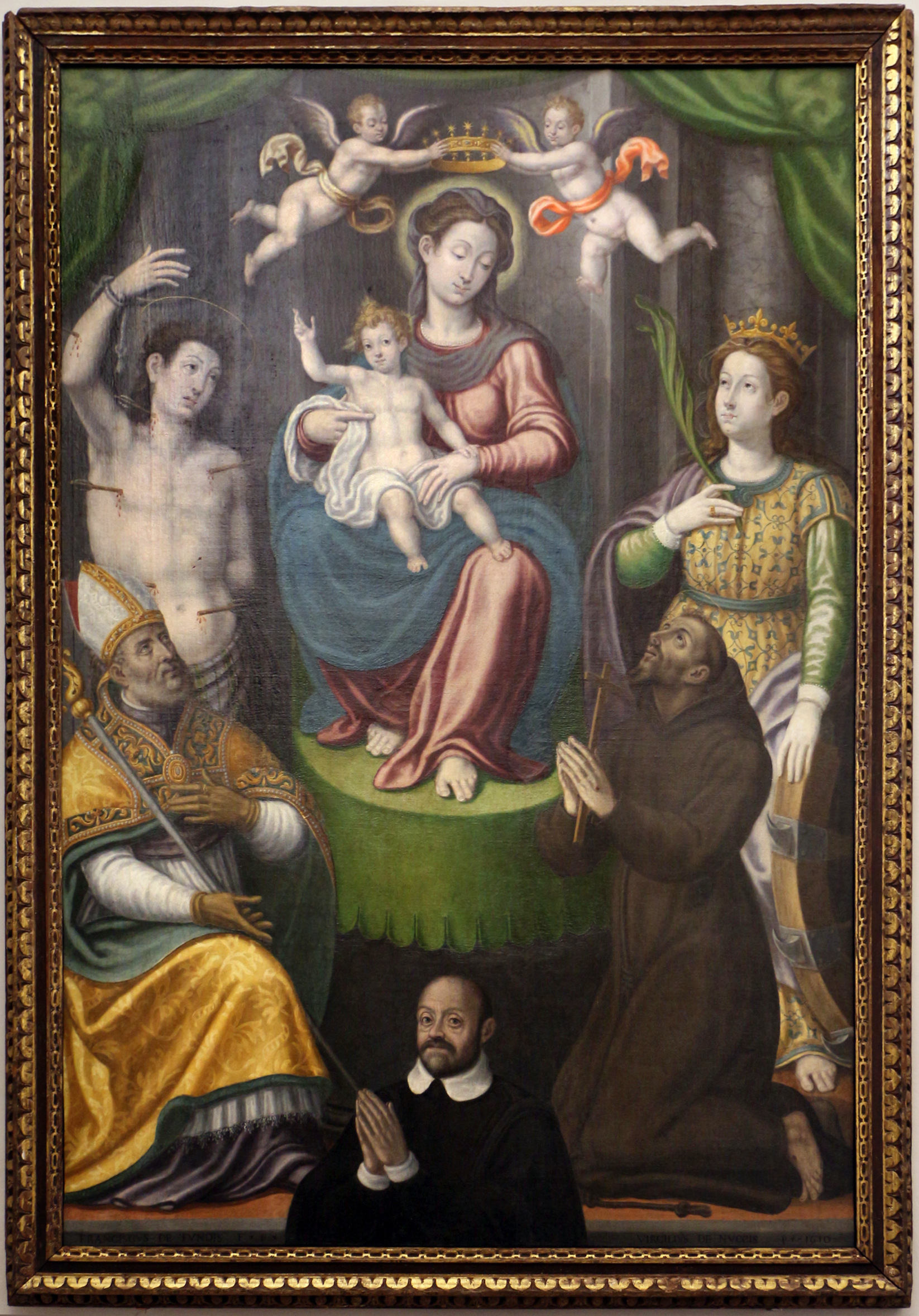
Maestà con Santi, Palazzo Ducale, Gubbio

Nato a Gubbio, era figlio di Benedetto Nucci  Virgilio, come il padre, emigrò a Roma per diventare allievo di Daniele da Volterra. Il pittore Felice Damiani lasciò in eredità numerosi oggetti del suo lavoro a Virgilio.
La maggior parte dei suoi lavori si trovano a Gubbio, compreso il Duomo (1596), la Chiesa di Sant'Agostino e la Pinacoteca. Dipinse, inoltre, nella chiesa della Madonna dell'Olivo (1589) vicino a Passignano sul Trasimeno.